# Andreas Hostettler
Andreas Hostettler (geboren 26. Januar 1968 in Tokio) ist ein Schweizer Politiker (FDP). Er ist Regierungsrat des Kantons Zug und steht der Direktion des Innern vor.

## Leben
Andreas Hostettler wurde 1968 in Tokio geboren, mit 13 Jahren zog er in die Schweiz. Er wohnt seit 1992 im Kanton Zug und seit 1993 in Baar, dessen Bürgerrecht er inzwischen angenommen hat.
Hostettler ist gelernter Elektriker. Er war Unternehmer und Eigentümer mehrerer Firmen. Nach seiner Wahl in den Regierungsrat hat er die Aktien seiner Unternehmer grösstenteils verkauft. Dazu gehören Nussbaumer Elektro AG in Zug und Baar, Tresolar in Steinhausen, E-Team Plus AG  und Elektro Weber & Partner in Menzingen.
Von 2013 bis 2016 war Hostettler Präsident der FDP Baar. Bei den Wahlen vom 5. Oktober 2014 wurde er in den Kantonsrat gewählt, dem er bis 2018 angehörte. Von 2016 bis 2018 war er Präsident der FDP Zug.
Bei den Wahlen vom 7. Oktober 2018 wurde Hostettler in den Regierungsrat gewählt.
Hostettler ist verheiratet und hat zwei erwachsene Kinder.